# Ленгипротранс
Акционерное общество по изысканиям и проектированию объектов транспортного строительства «Ленгипротранс» (АО «Ленгипротранс») — проектно-изыскательская организация по строительству объектов транспортной инфраструктуры. Офис компании расположен в Санкт-Петербурге.

## О компании
«Ленгипротранс» — одна из крупнейших проектных организаций России, входит в ГК Нацпроектстрой. Организация была основана в 1935 году, за время своего существования  наработала значительный опыт в области инженерных изысканий и комплексного проектирования объектов транспортной инфраструктуры.
Основным направлением деятельности компании является выполнение полного комплекса проектно-изыскательских работ для строительства, реконструкции, модернизации и капитального ремонта железных и автомобильных дорог и объектов транспортной инфраструктуры.
«Ленгипротранс» осуществляет инжиниринговые услуги в сфере как транспортного, так и гражданского строительства, в том числе: предпроектные исследования и изыскательские работы, проектирование объектов, проведение авторского надзора, подготовку исходно-разрешительной документации (ИРД), оформление землеустроительных дел, согласований и экспертиз. Для выполнения инженерных изысканий институт располагает современным геодезическим, гидрологическим и геофизическим инструментарием, собственным парком буровой и автотранспортной техники.
«Ленгипротранс» работает во всех регионах России. Также организация осуществляет проектирование железнодорожных объектов за рубежом. По проектам института построены объекты в странах СНГ, Балтии, Турции, Сирии, Ливии.
Более 900 специалистов обеспечивают комплексное проектирование транспортных объектов. Большая часть сотрудников компании — производственный персонал, занятый непосредственно проектно-изыскательской деятельностью.

## Адрес и история здания
Офис компании расположен по адресу: 196105, РФ, г. Санкт-Петербург, Московский пр., д. 143. С 1935 по 1947—1948 годы отделы и секторы института располагалась в различных частях города по 18 адресам. В 1947—1948 годах, в два этапа, сотрудники переехали в новое здание, специально построенное для «Лентранспроекта» еще в 1938—1940 годах.

## Руководство
| ФИО                            | Год вступления в должность | Год ухода с должности | Основные награды |
| ------------------------------ | -------------------------- | --------------------- | --- |
| Казбенко Николай Михайлович    | 1935                       | 1936                  | |
| Иванов Николай Павлович        | 1936                       | 1937                  | |
| Когинов Михаил Петрович        | 1937                       | 1952                  | Орден «Красной Звезды» |
| Кукушкин Яков Михайлович       | 1952                       | 1955                  | |
| Пучков Николай Николаевич      | 1955                       | 1962                  | Орден Трудового Красного Знамени 4 ордена «Знак Почета» Почетный железнодорожник |
| Орехов Василий Петрович        | 1962                       | 1965                  | Два ордена «Красной Звезды» Почетный железнодорожник |
| Яковлев Павел Илларионович     | 1966                       | 1971                  | Орден Ленина Орден Трудового Красного Знамени Почетный железнодорожник |
| Данильчик Лев Николаевич       | 1971                       | 1994                  | Орден Октябрьской Революции Орден Трудового Красного Знамени Заслуженный строитель РФ Почетный строитель России |
| Минин Константин Николаевич    | 1994                       | 2002                  | Заслуженный строитель РФ Почетный строитель России Почетный железнодорожник ОАО РЖД Почетный железнодорожник Минтранса РФ Почётный транспортный строитель Заслуженный работник Октябрьской ж.д. Медаль Ордена за заслуги перед Отечеством 2 степени |
| Чернаков Владимир Михайлович   | 2002                       | 2008                  | Почетная Грамота губернатора Санкт-Петербурга Благодарственное Письмо Администрации Московского района Санкт-Петербурга |
| Рыбкин Вячеслав Георгиевич     | 2008                       | 2012                  | |
| Чернаков Владимир Михайлович   | 2012                       | 2015                  | Почетная Грамота губернатора Санкт-Петербурга Благодарственное Письмо Администрации Московского района Санкт-Петербурга |
| Голубовский Дмитрий Викторович | 2015                       | 2024                  | Благодарность Комитета по транспорту Санкт-Петербурга Благодарность администрации Московского района Санкт-Петербурга Благодарность в связи с 70-летием образования института «Забайкалжелдорпроект» Знак «За заслуги в хозяйстве пути» (Октябрьская железная дорога) Знак «Почетный работник ОАО «Росжелдорпроект» Благодарность ОАО «Российские железные дороги» Почетное звание «Заслуженный работник транспорта Российской Федерации» и др. |
| Иванов Никита Васильевич       | 2024                       | по н.вр.              | Благодарность генерального директора АО «Росжелдорпроект» Почетная грамота ОАО «РЖД» Благодарность генерального директора – председателя правления ОАО «РЖД» |

## Основные направления деятельности
«Ленгипротранс» выполняет полный комплекс как изыскательских, так и проектных работ: от разработки генеральных схем развития транспорта до подготовки рабочей документации для строительства и реконструкции объектов транспортной инфраструктуры. В специализацию института входят:
- инженерные изыскания;
- проектирование железнодорожной инфраструктуры;
- проектирование искусственных сооружений;
- проектирование систем энергоснабжения;
- проектирование автоматики и телемеханики;
- проектирование сетей связи;
- проектирование транспортных, промышленных зданий и сооружений;
- проектирование инженерных коммуникаций;
- получение исходно-разрешительной документации, согласование проектной документации;
- проекты организации строительства, проекты организации работ по сносу (демонтажу);
- мероприятия по охране окружающей среды, оценка воздействия на окружающую среду, проекты санитарно-защитной зоны;
- схема планировочной организации земельного участка и проекты полосы отвода.

В комплекс выполняемых работ входят проектирование железных и автомобильных дорог, станций, узлов, подходов и подъездных путей, проектирование электрификации железных дорог, систем электроснабжения, СЦБ, связи и передачи данных, мостов, тоннелей, эстакад, путепроводов и других искусственных сооружений.

## История
13 мая 1935 года, приказом НКПС на базе проектных организаций НКПС — Ленждиза, Изстрома, Ленпроектпути и Ленизыскпути — было образовано Ленинградское отделение Союзтранспроекта — «Лентранспроект». В довоенный период институтом были произведены изыскания железной дороги Воркута ― Югорский Шар, Сталинабад ― Курган-Тюбе, проекты новых железных дорог на Северо-Западе и Дальнем Востоке (крупнейшие из которых: Карталы — Акмолинск, Караганда — Балхаш, Комсомольск-на-Амуре — Советская Гавань), общей протяженностью свыше 7 тысяч километров. Помимо проектирования новых линий и вторых путей, Лентранспроект производил работы на 20 существующих железных дорогах.
Во время Великой Отечественной войны сотрудники Института приняли непосредственное участие в изысканиях и строительстве железной дороги Ладожское озеро — Войбокало и «Дороги победы» протяженностью 50 км. В это же время экспедиции Лентранспроекта вели работы на востоке страны по изысканиям и проектированию новых железнодорожных линий Карталы — Акмолинск протяженностью 806 км и Акмолинск — Павлодар протяженностью 440 км, а также Северо-Печерской магистрали (сейчас — часть Северной железной дороги) протяженностью 1546 км.
В первые послевоенные годы Лентранспроект в основном занимался восстановлением разрушенного во время войны хозяйства железных дорог. В 1951 году Лентранспроект был переименован в Государственный проектно-изыскательский институт «Ленгипротранс». В этот период институтом были спроектированы линии Кустанай — Тобол (98 км), Тобол — Джетыгора (114 км) и Есиль — Тургай (218 км), Татарская — Кулунда (366 км) и Кустанай — Золотая Сопка (166 км). Были разработаны и осуществлены проекты электрификации северной части Мурманского хода, начиная с Беломорска (688 км), и участка Ленинград — Москва (650 км).
В 1970-х–1980-х годах Институтом был спроектирован участок Чара — Тында Байкало-Амурской магистрали протяженностью 631 км, предварительные изыскания которого были начаты ещё в 1930 году.
С 1960 года «Ленгипротранс» по межгосударственным контрактам с Сирийской Арабской Республикой обеспечил изыскания и проектирование 854 км новых железных дорог, производил проектирование паромной переправы Клайпеда — Мукран (ГДР), пункта подготовки вагонов под погрузку в Тосно для обеспечения перевозок Финляндия — СССР. В этот же период были спроектированы линии Уренгой — Новый Уренгой (Ягельная) (70 км), Ягельная — Ямбург (232 км), Надым — Новый Уренгой (222 км),  Обская — Бованенково (509 км), Мереть — Среднесибирская (230 км), Инголь — Латыши (230 км), Кустанай — Кокчетав (411 км), Балхаш — Саяк (205 км), Архангельск — Карпогоры (194 км), Микунь — Кослан (Ертом) (196 км), Сосногорск — Троицко-Печорск (162 км), Сыня — Усинск (109 км).

## Достижения и награды
«Ленгипротранс» неоднократно становился победителем различных отраслевых, региональных и государственных конкурсов и соревнований.
1. В 1972 году «Ленгипротранс» был награжден Юбилейным почетным знаком в ознаменование 50-летия образования СССР.
2. В 1974 году за победу во Всесоюзном социалистическом соревновании институту вручили Переходящее Красное Знамя Министерства транспортного строительства СССР и ЦК профсоюза рабочих железнодорожного транспорта и транспортного строительства.
3. В 1975 году коллектив института был занесен на Всесоюзную Доску почета на ВДНХ СССР в Москве и награжден Памятным знаком «За трудовую доблесть в девятой пятилетке».
4. Указом Президиума Верховного Совета СССР в 1985 году за заслуги в развитии транспортного строительства, успешное выполнение заданий по проектированию новых железных дорог и вокзалов и в связи с 50-летием со дня основания «Ленгипротранс» был награжден орденом Трудового Красного Знамени.
5. В 2010 году вручена Пятая национальная общественная премия транспортной отрасли России «Золотая колесница».
6. В 2011 году вручена Шестая национальная общественная премия транспортной отрасли России «Золотая колесница».
7. За достижение высокой эффективности результатов деятельности организации в современных экономических условиях в 2011 году «Ленгипротранс» был удостоен Диплома первой степени в VIII Всероссийском конкурсе на лучшую проектную, изыскательскую организацию и фирму аналогичного профиля Российского Союза строителей.
8. В 2015 году за вклад в развитие объектов транспортной инфраструктуры Ленинградской области коллектив «Ленгипротранса» был награжден почетным дипломом от имени губернатора Ленобласти Александра Дрозденко.